# Koni Store
 (janvier 2018).
 (février 2018).
Pour les articles homonymes, voir Koni.
Koni Store est une chaîne brésilienne de produits alimentaires japonais basée à Rio de Janeiro, au Brésil. 

## Description
Ses restaurants vendent des plats populaires de la cuisine japonaise, tels que les temakis et les sushis, mais fonctionnent avec une logistique et une disposition de restauration rapide. Actuellement[évasif], Koni compte 32 magasins situés dans quatre états brésiliens et dans le District fédéral. 
Facile à trouver dans les grandes villes des États, Koni Store est devenue une chaîne très populaire au Brésil et a été citée dans un article du New York Times, selon lequel les étudiants de l'université « l'ont élevé à une collation post-clubbing sur un pied d'égalité avec la pizza. »
En 2010, Koni Magasin a ouvert le premier restaurant à l'étranger à Lisbonne, au Portugal, dans le quartier chic du Chiado. En décembre 2011, ce magasin a fermé ses portes.

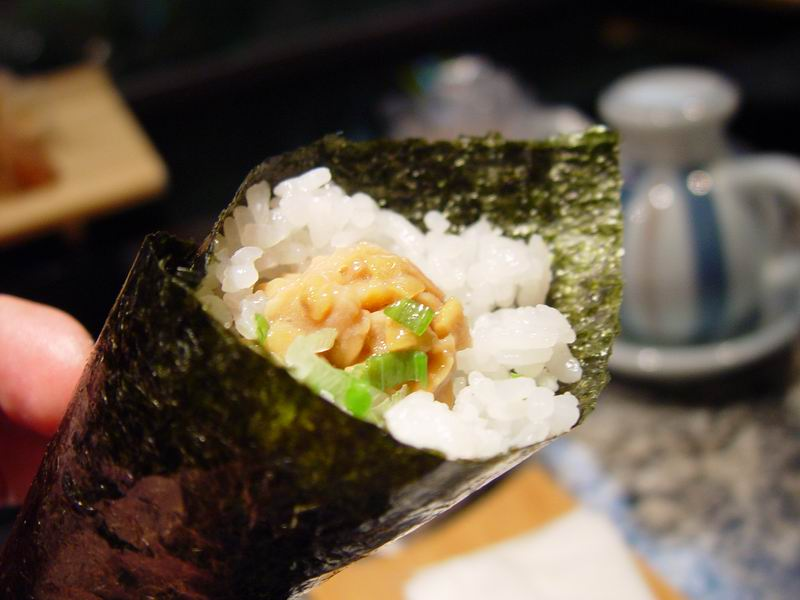
Le temaki, un plat typiquement japonais, est un plat populaire du menu de Koni
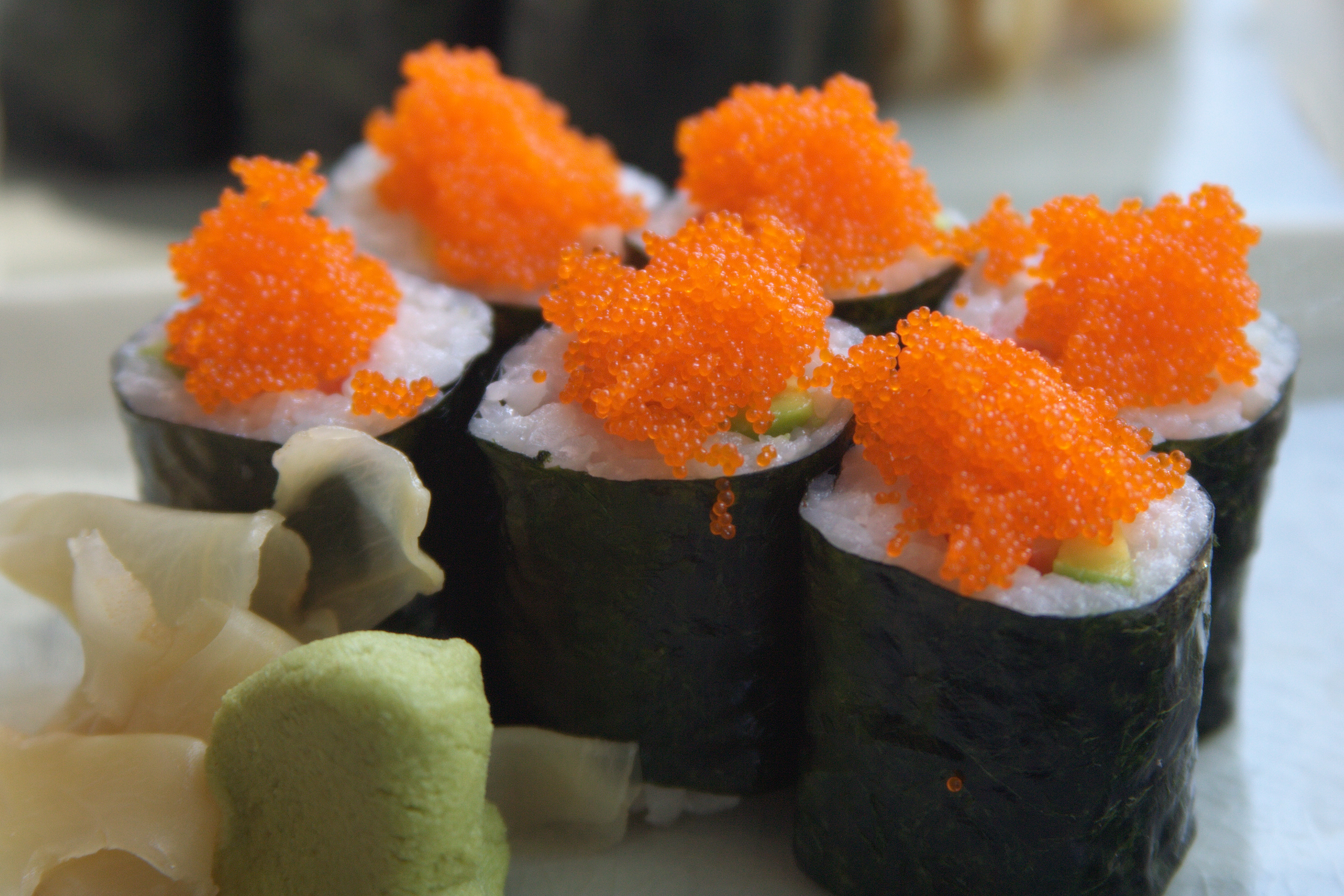
Des rouleaux similaires à ceux de la photo sont vendus chez Koni